# Saint-Front-sur-Nizonne
Saint-Front-sur-Nizonne település Franciaországban, Dordogne megyében. Lakosainak száma 166 fő (2022. január 1.). Saint-Front-sur-Nizonne Saint-Martial-de-Valette, La Chapelle-Montmoreau, Sceau-Saint-Angel, Brantôme en Périgord, Mareuil en Périgord, Saint-Crépin-de-Richemont és Brantôme-en-Périgord községekkel határos.

## Népesség
A település népessége az elmúlt években az alábbi módon változott:
| Lakosok száma | 94   | 91   | 122  | 138  | 155  | 157  | 157  | 162  | 162  | 166  |
|               | 1968 | 1982 | 1990 | 2006 | 2013 | 2015 | 2017 | 2019 | 2020 | 2022 |